# Rothorn (Göschenen, Wassen)
Pour les articles homonymes, voir Rothorn.
À ne pas confondre avec le Rothorn, également situé dans le canton d'Uri, 13 km au sud-est.
Le Rothorn est un sommet des Alpes uranaises, en Suisse, situé dans le canton d'Uri, qui culmine à 3 193 m d'altitude.
Il domine la vallée de la Voralpreuss au sud-ouest et le névé Kartigelfirn au nord-est. Il est situé à 200 m à l'ouest du sommet du Rohrspitzli qui le sépare de la vallée de la Reuss, à l'est.